# Віллі Водделл
Віллі Водделл (англ. William Waddell, 7 березня 1921 — 14 жовтня 1992, Глазго) — шотландський футболіст, що грав на позиції півзахисника за «Рейнджерс» і національну збірну Шотландії. По завершенні ігрової кар'єри — тренер, відомий роботою з тим же «Рейнджерс», з яким, зокрема, здобув Кубок Кубків УЄФА.

## Клубна кар'єра
У дорослому футболі дебютував 1938 року виступами за команду клубу «Рейнджерс», кольори якої і захищав протягом усієї своєї кар'єри гравця, що тривала до 1955 року. За цей час п'ять разів виборював титул чемпіона Шотландії.

## Виступи за збірну
1946 року дебютував в офіційних матчах у складі національної збірної Шотландії. Протягом кар'єри у національній команді, яка тривала 9 років, провів у формі головної команди країни 18 матчів, забивши 6 голів.

## Кар'єра тренера
Розпочав тренерську кар'єру невдовзі по завершенні кар'єри гравця, 1957 року, очоливши тренерський штаб клубу «Кілмарнок». Після восьми років роботи у клубі, 1965 року, привів його команду до найбільшого в історії «Кілмарнока» тріумфу — першого і наразі єдиного титулу найсильнішої команди Шотландії. Після цієї історичної перемоги Водделл прийняв неочікуване рішення завершити тренерську роботу і переключитися на спортивну журналістику.
Утім за чотири роки не зміг відмовити своєму колишньому клубу, «Рейнджерс», і 1969 року став головним тренером його команди. Попри значно більші можливості «Рейнджерс» Водделл не зміг повторити з ним успіх, досягнутий раніше зі скромним «Кілмарноком», — протягом трьох сезонів його роботи з «Рейнджерс» чемпіонський титул у Шотландії незмінно здобував їх одвічний конкурент «Селтік», а єдиним національним трофеєм, здобутим командою під керівництвом Водделла став Кубок шотландської ліги у 1971 році. Утім тренер таки вписав своє ім'я і в історію «Рейнджерс», привівши його до першої і також наразі єдиної в історії перемоги у континентальному кубку, здобувши Кубок володарів кубків УЄФА в сезоні 1971/72. Як і у випадку чемпіонства «Кілмарнока», після цього успіху Водделл полишив тренерську роботу, цього разу перейшовши на адміністративну роботу — став віце-президентом і генеральним менеджером того ж таки «Рейнджерс».
З декількоми перервами залишався на керівних посадах у клубній структурі «Рейнджерс» до своєї смерті на 72-му році життя.

## Титули і досягнення

### Як гравця
- Чемпіон Шотландії (5):

«Рейнджерс»: 1938-1939, 1946-1947, 1948-1949, 1949-1950, 1952-1953
- Володар Кубка Шотландії (4):

«Рейнджерс»: 1947-1948, 1948-1949, 1949-1950, 1952-1953

### Як тренера
- Чемпіон Шотландії (1):

«Кілмарнок»: 1964-1965
- Володар Кубка шотландської ліги (1):

«Рейнджерс»: 1970-1971
- Володар Кубка Кубків УЄФА (1):

«Рейнджерс»: 1971-1972